# Brazos Country
Brazos Country es una ciudad ubicada en el condado de Austin en el estado estadounidense de Texas. En el Censo de 2010 tenía una población de 469 habitantes y una densidad poblacional de 85,38 personas por km².

## Geografía
Brazos Country se encuentra ubicada en las coordenadas 29°45′13″N 96°2′16″O / 29.75361, -96.03778. Según la Oficina del Censo de los Estados Unidos, Brazos Country tiene una superficie total de 5.49 km², de la cual 5.37 km² corresponden a tierra firme y (2.31%) 0.13 km² es agua.

## Demografía
Según el censo de 2010, había 469 personas residiendo en Brazos Country. La densidad de población era de 85,38 hab./km². De los 469 habitantes, Brazos Country estaba compuesto por el 96.16% blancos, el 1.28% eran afroamericanos, el 0% eran amerindios, el 0.21% eran asiáticos, el 0% eran isleños del Pacífico, el 0% eran de otras razas y el 2.35% pertenecían a dos o más razas. Del total de la población el 5.97% eran hispanos o latinos de cualquier raza.